# یونجه
یونجه یا اسپست  (نام علمی: Medicago sativa) گیاهی پایا از خانوادهٔ باقلاییان است. این گیاه، در بسیاری از کشورهای جهان، به‌عنوان یک محصول علوفه‌ای مهم، کِشت شده و برای چرا و به‌صورت یونجه خشک، سیلاژ و همچنین در تولید کود سبز، مورد استفاده است.
یونجه، بومی مناطق معتدل است و دست‌کم از دورهٔ یونان و روم باستان، برای تغذیهٔ دام‌ها، کِشت می‌شده است.

## طبقه‌بندی علمی
این گیاه از دولپه‌ای‌ها و گیاهان گلدار است و در راستهٔ باقلاسانان و خانوادهٔ باقلاییان طبقه‌بندی شده است. انواع و واریته‌ها و نژادهای مختلف یونجه متعلق به سردهٔ یونجه هستند. انواع مختلفی از یونجه در مناطق مختلف کشت می‌شود. برخی از آن‌ها عبارت هستند از:
- نژادهای ایرانی: همدانی، بمی، یزدی، قره‌یونجه، بغدادی، مهاجرانی، هراتی، افغانی و نیک شهری
- نژادهای غیر ایرانی: موآپا، سونورا، سی‌ریور، سکوئل، ماسیرسا، رنجر، کانادایی، هاردیگان، ترکستانی، سی‌یواف۱۰۱

## ریخت‌شناسی
یونجه گیاهی پایا یا دائمی است که ریشه‌ای راست و مستقیم دارد و به موازات پیدایش ریشهٔ اولیه، قسمت هیپوکوتیل در زیر سطح خاک قرار می‌گیرد و با طویل شدن زیر لپه باعث جوانه زدن و خارج شدن از سطح خاک می‌شود. یونجه جوانه زده در این موقع نسبت به آب بیش از اندازه، کمبود آب، شوری خاک یا سله بستن سطح خاک حساسیت خاصی نشان می‌دهد. چنانچه در این موقع سطح خاک سله ببندد، زیر لپه یونجه که به صورت قوسی در زیر سطح خاک قرار گرفته است نمی‌تواند به سهولت سطح خاک را بشکافد و از آن خارج شود چنانچه زیر لپه یونجه بتواند از سطح خاک خارج گردد در این موقع، یونجهٔ جوانه‌زده فقط دارای دو لپه یا کوتیلدون است که به‌صورت برگ‌های متورم به‌نظر می‌آیند. این برگ اولیه ساده و معمولاً قلبی‌شکل است و شباهتی با برگ‌های اصلی یونجه ندارد. بعد از گذشت مدتی، نخستین برگ مرکب سه برگچه‌ای یونجه به‌وجود می‌آید که به تدریج با ادامهٔ رشد و نمو، سایر برگ‌های مرکب نیز تشکیل می‌شوند. گیاه یونجه علاوه بر ریشهٔ راست و مستقیم اولیه، ریشه‌های جانبی نیز دارد که از سلول‌های حاشیهٔ استوانهٔ مرکزی ریشهٔ اصلی سرچشمه می‌گیرد. عامل موفقیت یونجه در مقاومت به بسیاری از عوامل نامساعد و همچنین استفاده از مواد غذایی از خاک، برخورداری از یک ریشهٔ قوی است. ارتفاع آن تا یک متر می‌رسد برگ‌های آن دارای سه برگچه است. برگچه‌ها، نوک‌تیز، سبز رنگ و بیضی‌شکل هستند. گل‌های یونجه به‌شکل سبز و به‌رنگ بنفش تیره یا آبی روشن است. میوهٔ یونجه مانند صدف بوده و دانهٔ داخل میوه، مانند لوبیا ولی کوچک‌تر از آن است.

## کشت
در مناطقی که دارای زمستان‌های معتدل هستند بهتر است یونجه را در پاییز کاشت که قبل از این که سرما رشد آن را متوقف کند گیاه بتواند مستقر شود؛ و در مناطقی که دارای زمستان‌های سرد هستند گیاه باید در بهار کشت شود و کشت آن باید زود انجام شود تا قبل از شروع گرمای تابستانه گیاه مستقر شود. کاشت یونجه با بذر کار بر کاشت با دست ترجیح دارد؛ و فاصلهٔ بین ردیف‌ها ۱۴۰–۱۵۰ سانتی‌متر و عمق کاشت ۱–۳ سانتی‌متر در نظر گرفته شده.
از علف‌های هرز یونجه گیاه سس است که بسیار خطرناک است و می‌تواند کل منطقه را آلوده کند و می‌توان با نفت یا علف کش‌های تماسی یا سوزاندن آن را کنترل نمود.
مقدار آب مورد نیاز یونجه در سال تقریباً ۱۰۰۰ تا ۲۰۰۰ میلی‌متر است.

### تناوب یونجه با گیاهان دیگر
در تناوب یونجه برای گیاهی که بعد از خودش کاشته می‌شود بسیار سودمند است. (به علت داشتن گره در ریشهٔ گیاه و فعالیت ریبزوبیوم تثبیت‌کننده نیتروژن)

### علف‌های هرز
رنگ رشته‌های گیاه سس نارنجی مایل به زرد است. مهم‌ترین میزبان آن یونجه است. سس نه تنها طعم یونجه را به عنوان علوفه نامطلوب می‌سازد بلکه آن را تا حدی نیز سمی می‌نماید. در صورت کنترل ننمودن آن محصول از نظر کمی و کیفی کاهش یافته و عمر مزرعه کوتاه می‌شود. میزبان‌های دیگر این سس عبارت‌اند از: چغندرقند، بعضی از گیاهان جالیزی، شبدر قرمز، نخود و تاک انگور
- در صورتی که پیشگیری‌های فوق انجام نشد یا به عللی مؤثر واقع نشد و مزرعه باز هم به سس آلوده گردید لکه‌های آلوده به سس را می‌توان به روش‌های زیر از میان برد: پاشیدن محلول۱٪ پاراکوت (یا۳لیتر در هکتار) در منطقه آلوده به سس. سوزانیدن منطقه آلوده توسط شعله افکن یا وسایل مشابه. پاکسازی مکانیکی منطقه از سس و بیرون بردن انگل به خارج از مزرعه.
- در صورتی که منطقه وسیعی از مزرعه به سس آلوده باشد می‌توان توسط علفکش رانداپ (گلیفوزیت۴۱درصد ای سی) به میزان ۷۳۰–۳۶۰سی سی در هکتار زمانی که یونجه ارتفاع ۲۵–۲۰ سانتی‌متر داشته باشد سمپاشی نمود.

### اثر علف کش‌ها بر روی سایر علف‌های هرز یونجه

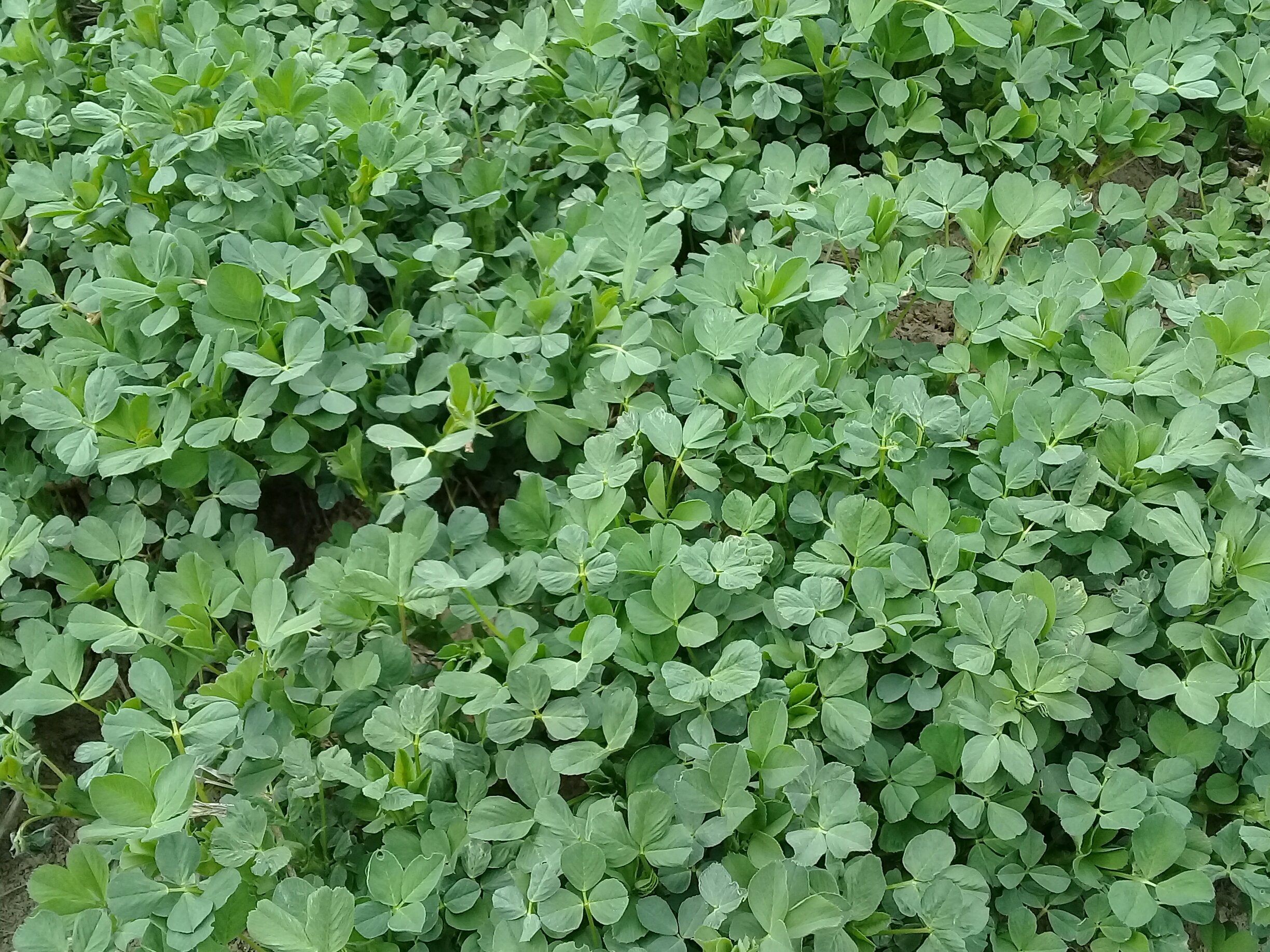

بررسی و آزمایش اثر چند علفکش بر روی علف‌های هرز یونجه در آذربایجان‌شرقی در دو منطقه محل اجرای طرح (مراغه - بستان‌آباد) نشان داده است که استفاده از علفکش‌های بنتازون ۳ و ۲/۵ لیتر در هکتار، متری بوزین ۷۰۰–۱۰۰۰ گرم در هکتار نسبت به شاهد بدون وجین اختلاف معنی‌داری داشته از نظر تأثیر بر روی علف‌های هرز پهن‌برگ در یک سطح آماری قرار گرفتند. علفکش‌های متری بوزین ۱۰۰۰ و ۷۰۰ گرم در هکتار، هالوکسی فوپ اتیل ۲ لیتر در هکتار، فلوآزیفوپ بوتیل ۲ لیتر نسبت به شاهد بدون وجین اختلاف معنی‌داری داشته و از نظر تأثیر بر روی علف‌های هرز باریک برگ در یک سطح واقع شده‌اند.

## ویژگی‌های دارویی

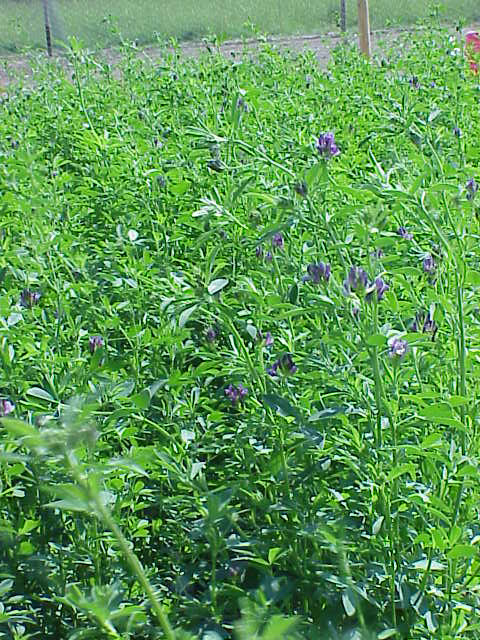

- یونجه از نظر اینکه دارای بسیاری از مواد معدنی می‌باشد شیره آن برای بچه‌هایی که در حال رشد هستند و استخوان بندی محکمی ندارند بسیار مفید است. حتی امروزه پودر این گیاه را در داروخانه‌ها می‌فروشند. برای تهیه شیره یونجه باید مقدر ۳۰۰ گرم یونجه را در یک لیتر آب ریخت و آن را جوشانید تا مقدر آب آن به نصف تقلیل یابد سپس آن را صاف کرده و مقدار کمی عسل به آن اضافه کنید که به صورت شربت درآید. مقدار مصرف برای اطفال ۲۰۰ گرم در روز است و برای اطفال شیرخوار حدود ۵۰ گرم می‌باشد که می‌توان به شیر آن‌ها اضافه نمود. اشخاص بزرگسال هم برای بالا بردن انرژی می‌توانند از این شیره استفاده کنند.
- یونجه را به صورت تازه یا جوانه آن‌ها را با سالاد میل کنید. جوانه یونجه را به صورت بسته‌بندی شده می‌توانید از سوپر خریداری کنید.
- یونجه ملین است.
- یونجه دو برابر اسفناج آهن دارد بنابراین خون ساز است و برای کسانی‌که به کم خونی مبتلا هستند مفید است.
- یونجه به‌علت دارا بودن آهن برای درمان بیماری راشیتیسم بکار می‌رود.
- عوارض کمبود ویتامین ث با خوردن یونجه از بین می‌رود.
- یونجه تازه در بسیاری از کشورها مانند چین و روسیه و آمریکا به مقدر زیاد به جای اسفناج مصرف می‌شود.
- یونجه را در داروخانه‌ها و فروشگاه‌های گیاهان دارویی یا برخی از داروخانه‌ها به صورت پودر، کپسول و قرص بفروش می‌رسانند. مقدار مصرف آن سه قرص در روز است.
- با همه مزایایی که یونجه دارد در خوردن تازه آن نباید زیاده روی کرد زیرا بسیار نفاخ است و حتی حیواناتی که به مقدر زیاد از آن می‌خورند به‌علت گاز زیاد ممکن است تلف شوند.
- ضماد پخته یونجه را اگر روزی چند بار روی اعضایی که رعشه دارند بگذارید آن‌ها را شفا می‌دهد.
- تخم یونجه قاعده‌آور است و برای این منظور تخم یونجه را به صورت دم کرده مصرف کنید.
- دم کرده یونجه درمان اسهال است.
- برای نرم کردن سینه و تسکین سرفه روزی ۲–۳ فنجان دم کرده تخم یونجه را مصرف کنید.
- برای درمان رعشه تخم یونجه را در روغن زیتون بریزید و مدت یک هفته جلوی آفتاب بگذارید سپس آن را صاف کنید و روزی چند قاشق از آن را بخورید و همچنین روی اعضایی که رعشه دارند بمالید.
- یونجه حاوی مقدار زیادی ویتامین است. کوبیده آن زخم را به سرعت التیام داده و از خون‌ریزی جلوگیری می‌کند.

### مواد معدنی و پروتئین‌ها
یونجه سرشار از ویتامین‌های A,C،E,K و همچنین دارای آمیلاز است که آنزیم مخصوص هضم مواد نشاسته‌ای می‌باشد.
آنزیم‌های بسیاری در یونجه یافت می‌شود به‌عنوان مثال می‌توان از امولسیون، اینورتاز، و پکتیاز نام برد.
یونجه دارای حدود ۲۰٪پروتئین می‌باشد آمینواسیدهای موجود در پروتئین‌های یونجه عبارت‌اند از:
لیزین، آرژینین، هیستیدین، آدنین، فنیل‌آلانین، آسپاراژین و سیستین. یونجه دارای اسید فسفریک نیز هست. یونجه همچنین دارای منیزیوم، آهن و مقدار جزئی ارسنیک و سیلیس است؛ بنابراین یونجه از نظر مواد غذایی بسیار قوی است و غذای خوبی برای انسان و حیوانات است.
مقدار قابل ملاحظه‌ای ویتامین A , B6,D,E,C ,K و مواد معدنی پتاسیم کلسیم فسفر و منیزیم می‌باشد.